# Ель-Серро (Нью-Мексико)
Ель-Серро (англ. El Cerro) — переписна місцевість (CDP) в США, в окрузі Валенсія штату Нью-Мексико. Населення — 2946 осіб (2020).

## Географія
Ель-Серро розташований за координатами 34°46′55″ пн. ш. 106°41′41″ зх. д. / 34.78194° пн. ш. 106.69472° зх. д. (34.782067, -106.694614).  За даними Бюро перепису населення США в 2010 році переписна місцевість мала площу 10,98 км², з яких 10,97 км² — суходіл та 0,00 км² — водойми.

## Демографія
Згідно з переписом 2010 року, у переписній місцевості мешкали 2953 особи в 1103 домогосподарствах у складі 821 родини. Густота населення становила 269 осіб/км².  Було 1171 помешкання (107/км²).
Расовий склад населення:
| - 78,9 % — білих - 1,7 % — корінних американців - 0,5 % — чорних або афроамериканців - 0,5 % — азіатів - 0,3 % — вихідців з тихоокеанських островів - 14,7 % — осіб інших рас |

До двох чи більше рас належало 3,4 %. Частка іспаномовних становила 52,8 % від усіх жителів.
За віковим діапазоном населення розподілялося таким чином: 23,7 % — особи молодші 18 років, 62,7 % — особи у віці 18—64 років, 13,6 % — особи у віці 65 років та старші. Медіана віку мешканця становила 43,8 року. На 100 осіб жіночої статі у переписній місцевості припадало 97,5 чоловіків;  на 100 жінок у віці від 18 років та старших — 97,3 чоловіків також старших 18 років.
Середній дохід на одне домашнє господарство  становив 70 967 доларів США (медіана — 58 750), а середній дохід на одну сім'ю — 78 982 долари (медіана — 66 146). Медіана доходів становила 55 100 доларів для чоловіків та 52 500 доларів для жінок. За межею бідності перебувало 16,4 % осіб, у тому числі 21,9 % дітей у віці до 18 років та 7,4 % осіб у віці 65 років та старших.
Цивільне працевлаштоване населення становило 1039 осіб. Основні галузі зайнятості: освіта, охорона здоров'я та соціальна допомога — 27,9 %, будівництво — 14,4 %, виробництво — 13,8 %.